# 마르코 사로르
마르코 사로르(스페인어: Marko Zaror, 1978년 6월 10일 ~ )는 칠레 출신의 무술가, 스턴트 배우이다. 드라마 《디펜더스》에 출연한다.

## 출연 작품
- 알리타: 배틀 엔젤 (2018)
- 새비지도그 (2017)
- 술탄 (2016)
- 리디머:최후의 심판자 (2014)
- 마세티 킬즈 (2013)
- 언디스퓨티드 3 (2010)
- 에이전트 맨드릴 (2009)
- 미라지맨 (2007)
- 하드 에즈 네일즈 (2001)